# Maso sundevalli
Maso sundevalli là một loài nhện trong họ Linyphiidae. Chúng được Johan Peter Westring miêu tả năm 1851.